# Joan Coromines

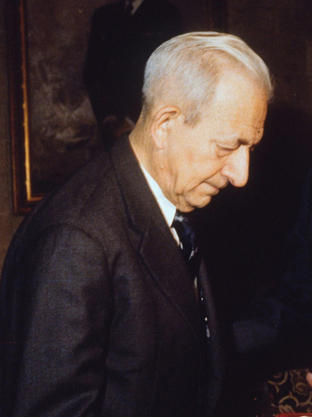
Joan Coromines (1980).

Joan Coromines i Vigneaux (bekannter als Joan Corominas; * 21. März 1905 in Barcelona; † 2. Januar 1997 in Pineda de Mar, Maresme, Katalonien) war ein spanischer Linguist für romanische Sprachen (Spanisch, Katalanisch, Okzitanisch). Er ist Verfasser bedeutender und bis heute maßgebender linguistischer Standardwerke, insbesondere der etymologischen Lexika Diccionario crítico etimológico de la lengua castellana (1954–1957) mit verschiedenen Nachfolgewerken für die spanische Sprache und des Diccionari etimològic i complementari de la llengua catalana (1980–1991) für die katalanische Sprache, der ersten umfassenden grammatischen und lexikalischen Untersuchung zur aranesischen Sprache (El parlar de la Vall d’Aran, 1990) sowie des maßgeblichen levantinischen Personen- und Ortsnamenslexikons Onomasticon Cataloniae (1931–1994).

## Biographie
Joan Coromines wurde 1905 als Sohn des katalanischen Schriftstellers, Politikers und Wirtschaftsfachmanns Pere Corominas (1870–1939) und der Pädagogin Célestine Vigneaux in Barcelona geboren. Sein Bruder war der Mathematiker Ernest Corominas (1913–1992), seine Schwester die Psychoanalytikerin Júlia Coromines (1910–2011).
Seit frühester Jugend interessierte sich Coromines für linguistische Fragestellungen. Er studierte an der Fakultät für Philosophie und Geisteswissenschaften der Universität Barcelona. Er komplettierte seine Studien in verschiedenen europäischen Städten, unter anderem in Montpellier (1927 bei Maurice Grammont und Georges Millardet), in Madrid (1928 bei Ramón Menéndez Pidal und Américo Castro), in Zürich (1929 bei Louis Gauchat, Arnald Steiger und Jakob Jud) und in Paris (1930 bei Oscar Bloch, Mario Roques und Antoine Meillet). Seine Doktorarbeit schrieb er 1931 in Madrid über das „Aranesische Vokabular“ (Vocabulario aranés). Im selben Jahr begann er auch mit den Vorbereitungen für eines seiner beiden Lebenswerke, das Onomasticon Cataloniae. Der Sprachwissenschaftler Pompeu Fabra holte ihn 1930 an das „Lexikographische Institut“ der Universität Barcelona. Coromines wurde hier Dozent für romanische Philologie, bis er 1939 infolge des spanischen Bürgerkrieges über Paris ins Exil nach Argentinien gehen musste. Bis 1948 war er Dozent an der Universität in Mendoza. Dann wurde er an die Universität Chicago berufen, wo er bis zu seiner Pensionierung blieb. Ab 1952 unternahm er neben seiner Dozententätigkeit regelmäßig Forschungsreisen nach Katalonien. Seit 1950 war Coromines Mitglied des „Institut d’Estudis Catalans“ (Wissenschaftliche Gesellschaft zur Förderung der katalanischen Kultur). Coromines arbeitete linguistisch-wissenschaftlich bis ins hohe Alter. 1997 verstarb er an seinem Alterswohnsitz Pineda de Mar.

## Zum wissenschaftlichen Werk
Coromines hatte ein äußerst profundes Wissen der Katalanischen,  der Spanischen und der Okzitanischen Sprache und zwar in historischer, literarischer wie auch in dialektaler Hinsicht. Er war ein ausgezeichneter Kenner der romanistischen und der indoeuropäischen linguistischen (keltischen, lateinischen und germanistischen) sowie der arabisch linguistischen Literatur. Seine wissenschaftlichen Arbeiten zeigen sich in zwei fundamentalen Ausprägungen.
Einerseits arbeitete er lexikographisch und etymologisch. Zu dieser Kategorie gehört das Diccionari etimològic i complementari de la llengua catalana, schon in der Erstauflage sechs voluminöse Bände, die von 1980 bis 1986 erschienen sind. Das Werk hat einen starken sprachhistorisch, kritisch-vergleichenden Charakter. Von 1954 bis 1957 hatte Coromines das  Diccionario crítico etimológico de la lengua castellana herausgegeben. In diesem Werk stellte er sehr bewusst den Wortartikeln zur spanischen Sprache Aspekte der katalanischen Sprache vergleichend gegenüber.
Die andere Säule seiner wissenschaftlichen Arbeiten war die Namenforschung (Toponyme und Anthroponyme).  In den Estudis de toponímia catalana (1965–1970) hat er bemerkenswerte Beiträge zur präromanischen Toponomie vor allem der Pyrenäen geliefert. Seit 1933 hat er mit der katalanischen Regierung zusammen die Benamung katalanischer Gemeinden bearbeitet. Seine Arbeit in der Namenforschung gipfelte in der Herausgabe des etymologisch und linguistisch orientierten Onomasticon Cataloniae, dessen Datensammlungen er bereits 1931 begonnen hatte. In diesem Werk hat er mehr als 400.000 Toponyme der katalanischsprachigen Gebiete verarbeitet.
Coromines war zeit seines Lebens ein entschiedener Verfechter der katalanischen Kultur. Er schlug kategorisch Auszeichnungen durch die spanische Regierung ebenso wie das Angebot einer Professur in Madrid auf Grund der restriktiven Sprach- und Kulturpolitik der spanischen Regierung gegenüber den Katalanen aus. Er war auch – wie berichtet – bereit für seine Überzeugungen ins Exil zu gehen. Dies hat ihn aber in keiner Weise daran gehindert, ein etymologisches Lexikon der spanischen Sprache zu verfassen. Zu Ehren von Joan Coromines hat die Universität Chicago im April 2006 den Lehrstuhl „Càtedra Joan Coromines d’Estudis Catalans“ (Lehrstuhl Joan Coromines für Katalanistik) für Gastdozenten der katalanischen Sprache und Kultur  eingerichtet.

## Grundlegende Werke von Joan Coromines
- Vocabulario aranés. Dissertation, Imprenta de la Casa de la Caridad, Barcelona 1930
- Diccionario crítico etimológico de la lengua castellana. 4 Bände, Bern 1954–1957  (A. Francke AG), Madrid 1974 (Nachdruck, Editorial Gredos)
  - Bd. I: A – C, ISBN 84-249-1324-8
  - Bd. II: CH – K, ISBN 84-249-1326-4
  - Bd. III: L – RE, ISBN 84-249-1328-0
  - Bd. IV: RI – Z + Index, ISBN 84-249-1330-2
- Breve diccionario etimológico de la lengua castellana. 3., stark überarbeitete und verbesserte Auflage (1973), 13., unveränderter Nachdruck, Gredos, Madrid 2006, ISBN 978-8-42492-364-8 (weit verbreitetes, einbändiges Übersichtsnachschlagewerk zur Etymologie des Spanischen)
- El parlar de la Vall d’Aran. Gramàtica, diccionari i estudis lexicals sobre el gascó. Curial Edicions, Barcelona 1990, 2. Ausg. 1991, ISBN 84-7256-345-6
- Diccionari etimològic i complementari de la llengua catalana. 10 Bände, Barcelona 1995–2001, ISBN 84-7256-173-9
  - Bd. I, A – BL, ISBN 84-7256-174-7 (7. Aufl., 1995)
  - Bd. II, BO – CU, ISBN 84-7256-191-7 (6. Aufl., 1992)
  - Bd. III, D – FI, ISBN 84-7256-204-2 (6. Aufl., 1995)
  - Bd. IV, FL – LI, ISBN 84-7256-219-0 (5. Aufl., 1993)
  - Bd. V, LL – NY, ISBN 84-7256-248-4 (4. Aufl., 1993)
  - Bd. VI, O – QU, ISBN 84-7256-276-X (4. Aufl., 1995)
  - Bd. VII, R – SOF, ISBN 84-7256-297-2 (4. Aufl., 1996)
  - Bd. VIII, SOG – UX, ISBN 84-7256-315-4 (3. Aufl., 1992)
  - Bd. IX, V – ZUM, ISBN 84-7256-354-5 (3. Aufl., 1991)
  - Bd. X (Nachträge und Index), ISBN 84-7256-791-5 (2001)
- Onomasticon cataloniae: els noms de lloc i noms de persona de totes les terres de llengua catalana. 8 Bände, Barcelona 1989–1997, ISBN 84-7256-331-6
  - Bd. I, Toponíma antiga de les Illes Balears, ISBN 84-7256-330-8 (1989)
  - Bd. II, A – BE, ISBN 84-7256-889-X (1994)
  - Bd. III, BI – C, ISBN 84-7256-902-0 (1995)
  - Bd. IV, D – J, ISBN 84-7256-825-3 (1995)
  - Bd. V, L – N, ISBN 84-7256-844-X (1996)
  - Bd. VI, O – SAI, ISBN 84-7256-852-0 (1996)
  - Bd. VII, SAL – VE, ISBN 84-7256-854-7 (1997)
  - Bd. VIII, VI – Z + Index, ISBN 84-7256-858-X (1997)